# كيسي ديك
كيسي ديك (بالإنجليزية: Casey Dick)‏ هو لاعب كرة قدم أمريكية أمريكي، ولد في 27 يونيو 1986 في لوكاس في الولايات المتحدة.